# Sovjetski Savez
Sovjetski Savez (rus. Сове́тский Сою́з), službeno Savez Sovjetskih Socijalističkih Republika (pokrata: SSSR; rus. Сою́з Сове́тских Социалисти́ческих Респу́блик), naziv je za bivšu socijalističku državu u istočnoj Europi, srednjoj, sjevernoj i istočnoj Aziji. Nastala je 1922. na prostoru Carske Rusije pod vodstvom Vladimira Iljiča Lenjina i Komunističke partije, nestala 1991. godine, a sastojala se od 15 republika. Bila je vodeća svjetska komunistička sila.
Posljednji predsjednik bio je Mihail Gorbačov, koji je imao cilj demokratizirati Sovjetski Savez.

## Povijest

### Nastanak
Sovjetski Savez je došao na mjesto Ruskog carstva, čiji je zadnji monarh, car Nikola II. vladao do 1917. Sovjetski Savez je osnovan u prosincu 1922. kao savez Ruske, Ukrajinske, Bjeloruske i Zakavkaske Sovjetske Socijalističke Republike, na čijem čelu su bile boljševičke stranke. 
Revolucionarna aktivnost u Rusiji počela je Dekabrističkim ustankom godine 1825. Iako je kmetstvo ukinuto 1861., njegovo je ukidanje postignuto pod uvjetima koji su bili nepovoljni za seljake, i ohrabrili su revolucionare. Parlament, Duma, osnovan je 1906., ali politički i socijalni nemiri nastavljeni su i pogoršani tijekom Prvoga svjetskog rata zbog vojnih poraza i nestašice hrane.
Spontani narodni ustanak u Petrogradu, kao odgovor na ratno raspadanje ruskog blagostanja i morala, kulminirao je obaranjem carske vlade u ožujku 1917. (Veljačka revolucija). Autokracija je zamijenjena privremenom vladom, čije su vođe namjeravali uspostaviti demokraciju u Rusiji i nastaviti sudjelovanje u savezničkim ratnim naporima. U isto vrijeme su se u zemlji raširili radnički savjeti (sovjeti), kako bi osigurali prava radničke partije. Radikalni boljševici, pod vodstvom Vladimira Lenjina, zalagali su se za socijalističku revoluciju u sovjetima i na ulicama. Oni su preuzeli vlast od Privremene vlade u studenom 1917. u tzv. Listopadskoj revoluciji. Tek poslije dugog i krvavog ruskoga građanskog rata (1918. – 1922.), koji se sastojao i u borbi vladinih snaga i stranih trupa u raznim dijelovima Rusije, osiguran je novi komunistički režim. Mirom u Rigi, početkom 1921., podijeljen je i sporni teritorij u Bjelorusiji i Ukrajini između Poljske i Sovjetske Rusije. 
Od svojih prvih godina, vlada Sovjetskog Saveza bila je utemeljena na jednostranačkoj vlasti komunista, kako su boljševici sebe nazivali od ožujka 1928. Poslije neobične ekonomske politike ratnog komunizma za vrijeme građanskog rata uvedena je Nova ekonomska politika kada je sovjetska vlada tijekom 1920-ih dozvolila postojanje određene privatne ekonomske aktivnosti uz nacionaliziranu industriju, a potpuno oduzimanje hrane na selu zamijenila porezom u hrani. Rasprava o budućnosti gospodarstva pružila je podlogu sovjetskim vođama za borbu oko vlasti nakon Lenjinove smrti 1924. Postupnom konsolidacijom svog utjecaja i izoliranjem rivala unutar stranke, osobito Lenjinovog očitijeg nasljednika Lava Trockog, Josif Staljin je postao samostalni vođa Sovjetskog Saveza krajem 1920-ih. 
Staljin je 1928. predstavio prvi petogodišnji plan za izgradnju socijalističkoga gospodarstva. U industriji je država preuzela kontrolu nad svim postojećim tvrtkama, i započela intenzivan program industrijalizacije; u poljoprivredi je država prisvojila imovinu seljaka kako bi uspostavila kolektivne farme (Kolektivizacija u Sovjetskom Savezu). Sovjetski Savez je postao velika industrijska sila; ali je primjena plana raširila bijedu u nekim segmentima stanovništva. Kolektivizacija se suočila s otporom "kulaka", što je rezultiralo ogorčenom borbom mnogih seljaka protiv vlasti, glađu i možda i milijunima žrtava (najviše procjene 14,5 milijuna), posebno u Ukrajini, gdje je nerazumnim mjerama oduzimana hrana i urod izazvana umjetna glad, od koje je umrlo do deset milijuna ljudi u holodomoru. Socijalni prevrati nastavljeni su i sredinom 1930-ih, kad je Staljin započeo čistku u komunističkoj partiji (Velike čistke); iz ovog je procesa izrasla kampanja terora koja je dovela do pogubljenja (najviše procjene 1 milijun), zatvaranja i protjerivanja (najviše procjene 9,5 milijuna) ljudi (Gulag). Ipak, unatoč ovim nemirima, Sovjetski Savez razvio se u snažno industrijsko gospodarstvo u godinama prije drugog svjetskog rata. 

### Drugi svjetski rat
Staljin se udružio s Njemačkom zaključivši Pakt Ribbentrop-Molotov godine 1939. i izvršivši agresiju na Poljsku. Dvije godine kasnije, u lipnju 1941. Njemačka je izvršila invaziju na Sovjetski Savez. Crvena armija zaustavila je nacističku ofenzivu u staljingradskoj bitci, 1943., i krenula u protunapad kroz istočnu Europu do Berlina, natjeravši Njemačku na predaju 1945. Iako opustošen u ratu, Sovjetski Savez iz rata je izašao kao priznata velika sila. 

### Hladni rat
U relativno kratkom posljeratnom razdoblju Sovjetski Savez prvo je obnovio, a onda i proširio svoje gospodarstvo, kontrolirano isključivo iz Moskve. Sovjetski Savez konsolidirao je svoj utjecaj u istočnoj Europi, pružao pomoć komunistima u Kini, i težio proširivanju svog utjecaja svugdje u svijetu. Ovako aktivna vanjska politika bila je jedan od razloga što su ratni saveznici Sovjetskog Saveza (SAD i Ujedinjeno Kraljevstvo) postali njegovi neprijatelji u hladnom ratu. Unutar države nastavljene su represivne mjere; povjesničari špekuliraju da je Staljin pripremao novu čistku kad je umro 1953. godine. 
U nedostatku prihvatljivog nasljednika, Staljinovi najbliži suradnici izglasali su da će zemljom vladati zajedno, iako se borba za vlast održavala iza fasade kolektivnog vodstva. Nikita Hruščov, koji je pobijedio u borbi za vlast do sredine 1950-ih odbacio je Staljinove mjere terora i donekle olabavio represivnu kontrolu nad partijom i narodom (Destaljinizacija). Došlo je i do promjene smjera u vanjskoj politici, uz otopljavanje odnosa sa SFRJ i Zapadom. Ipak, Hruščovljeve su reforme u poljoprivredi i administraciji, sveukupno, bile neproduktivne. Kolege u rukovodstvu SSSR-a smijenili su Hruščova 1964.
Nakon smjene Hruščova uslijedio je još jedno razdoblje kolektivnog rukovodstva, koje je trajalo dok se Leonid Brežnjev nije ustoličio kao dominantna figura u SSSR-u u ranim 1970-ima. Leonid Brežnjev je predsjedavao u periodu "primirja" u hladnom ratu sa Zapadom, dok je u isto vrijeme gradio sovjetsku vojnu silu; ovo je naoružavanje pridonijelo prekidu "primirja" u kasnim 1970-ima. Još jedan faktor bila je sovjetska invazija na Afganistan u prosincu 1979. godine.
Poslije eksperimentiranja s ekonomskim reformama sredinom 1960-ih sovjetsko se rukovodstvo vratilo starim metodama ekonomske politike. Industrija je pokazivala spor, ali stabilan rast tijekom 1970-ih, dok je poljoprivredni razvoj nastavio zaostajati. Kao suprotnost revolucionarnom duhu koji je pratio rađanje Sovjetskog Saveza, prevladavajuće raspoloženje sovjetskog rukovodstva u vrijeme smrti Brežnjeva 1982. bila je averzija prema promjenama. 

### Raspad
U sljedećem desetljeću dominirala su dva paralelna procesa: sve očitiji raspad ekonomskih i političkih struktura Sovjetskog Saveza, i neuspjeli reformski pokušaji zaustavljanja ovih procesa. Nakon brzih izmjena Jurija Andropova i Konstantina Černenka na vlasti, ličnosti s duboko ukorijenjenom brežnjevskom tradicijom, energični Mihail Gorbačov napravio je značajne promjene u gospodarstvu i rukovodstvu partije. Njegova politika nazvana Perestrojka pokušala je promijeniti dotadašnju politiku središnjeg upravljanja, ali Gorbačov nije uspio ispraviti ključne mane sovjetskog sustava; do 1991., kada je zavjera konzervativaca u njegovoj vladi otkrila slabost Gorbačovljeve političke pozicije, kraj Sovjetskog Saveza bio je na vidiku. 
Dana 25. prosinca 1991., Mihail Gorbačov dao je ostavku na mjesto predsjednika SSSR-a, i predao dužnost Borisu Jeljcinu. Sljedećeg se dana Sovjetski Savez službeno raspao i do kraja godine sve su službene sovjetske institucije prestale s radom.

## Sporni odnosi
Na početku Sovjetski Savez nije bio diplomatski priznat od strane većine zemalja, ali je do kasnih 1980-ih imao službene odnose s većinom zemalja u svijetu. Sovjetski Savez također je prešao dug put od autsajdera u međunarodnim organizacijama i pregovorima do jednog od arbitara sudbine Europe nakon Drugog svjetskog rata. Bio je član Ujedinjenih naroda od osnivanja, 1945., i jedan od pet stalnih članova Vijeća sigurnosti UN koji je imao pravo veta na bilo koju rezoluciju (vidi: Sovjetski Savez i Ujedinjeni Narodi). 
SSSR je postao jedna od dvije svjetske supersile, i na toj poziciji je opstao četiri desetljeća, održavajući premoć u Istočnoj Europi (vidi: Varšavski pakt), vojnu snagu, pomoć zemljama u razvoju, i znanstveni razvoj, posebno u svemirskoj tehnologiji i naoružanju. Napori Sovjetskog Saveza da proširi svoj utjecaj ili kontrolu na mnoge države i narode rezultirali su formiranjem socijalističkih država širom svijeta.

## Podjela
| Podjela Sovjetskog Saveza na socijalističke republike | Podjela Sovjetskog Saveza na socijalističke republike | Podjela Sovjetskog Saveza na socijalističke republike | Podjela Sovjetskog Saveza na socijalističke republike | Podjela Sovjetskog Saveza na socijalističke republike |
| ----------------------------------------------------- | ----------------------------------------------------- | ----------------------------------------------------- | ----------------------------------------------------- | ----------------------------------------------------- |
|                                                       | Zastava                                               | Republika                                             | Glavni grad                                           | Republics of the Soviet Union                         |
| 1.                                                    |                                                       | Armenska SSR                                          | Erevan                                                | Republics of the Soviet Union                         |
| 2.                                                    |                                                       | Azerbajdžanska SSR                                    | Baku                                                  | Republics of the Soviet Union                         |
| 3.                                                    |                                                       | Bjeloruska SSR                                        | Minsk                                                 | Republics of the Soviet Union                         |
| 4.                                                    |                                                       | Estonska SSR                                          | Tallinn                                               | Republics of the Soviet Union                         |
| 5.                                                    |                                                       | Gruzijska SSR                                         | Tbilisi                                               | Republics of the Soviet Union                         |
| 6.                                                    |                                                       | Kazačka SSR                                           | Alma-Ata                                              | Republics of the Soviet Union                         |
| 7.                                                    |                                                       | Kirgiška SSR                                          | Frunze                                                | Republics of the Soviet Union                         |
| 8.                                                    |                                                       | Latvijska SSR                                         | Riga                                                  | Republics of the Soviet Union                         |
| 9.                                                    |                                                       | Litavska SSR                                          | Vilnius                                               | Republics of the Soviet Union                         |
| 10.                                                   |                                                       | Moldavska SSR                                         | Kišinjev                                              | Republics of the Soviet Union                         |
| 11.                                                   |                                                       | Ruska SFSR                                            | Moskva                                                | Republics of the Soviet Union                         |
| 12.                                                   |                                                       | Tadžička SSR                                          | Dušanbe                                               | Republics of the Soviet Union                         |
| 13.                                                   |                                                       | Turkmenska SSR                                        | Ašgabat                                               | Republics of the Soviet Union                         |
| 14.                                                   |                                                       | Ukrajinska SSR                                        | Kijev                                                 | Republics of the Soviet Union                         |
| 15.                                                   |                                                       | Uzbečka SSR                                           | Taškent                                               | Republics of the Soviet Union                         |

## Šport
SSSR je imao značajnih športskih uspjeha u košarci, rukometu i 
vaterpolu. Održavani su i kupovi u ragbiju. U SSSR-u se igrao i Sambo.

## Kultura

### Poznate osobe

#### Književnici
- Maksim Gorki
- Aleksandar Solženjicin
- Vladimir Vladimirovič Majakovski
- Aleksej Nikolajevič Tolstoj
- Mihail Bulgakov
- Boris Pasternak
- Vladimir Nabokov
- Mihail Aleksandrovič Šolohov
- Andrej Platonov
- Isak Babel
- Ivan Aleksejevič Bunin
- Josif Brodski

#### Filmski umjetnici
- Sergej Ejzenštejn

### Blagdani
| Datum        | Hrvatsko ime           | Rusko ime                                                                               | Značajke                                                                                     |
| ------------ | ---------------------- | --------------------------------------------------------------------------------------- | -------------------------------------------------------------------------------------------- |
| 1. siječnja  | Nova godina            | Новый Год                                                                               | Najveći blagdan u godini. Sve ruske božićne tradicije preseljene su na ovaj blagdan.         |
| 7. siječnja  | Božić                  | Рождество                                                                               | Pravoslavni Božić, slave ga samo ozbiljni vjernici                                           |
| 23. veljače  | Dan Crvene Armije      | День Советской Армии и Военно-Морского Флота ("Dan Sovjetske vojske i mornarice")       | Stvaranje Crvene Armije u veljači 1918., radni dan.                                          |
| 8. ožujka    | Međunarodni dan žena   | Международный Женский День                                                              | Službeni praznik koji slavi pokret za oslobođenje žena.                                      |
| 12. travnja  | Dan kozmonautike       | День Космонавтики                                                                       | День Космонавтики - Dan kada je Jurij Gagarin postao prvi čovjek u svemiru, 1961. Radni dan. |
| 1. svibnja   | Praznik rada           | Первое Мая - День Солидарности Трудящихся ("Međunarodni praznik radničke solidarnosti") | Slavi se 1. i 2. svibnja                                                                     |
| 9. svibnja   | Dan pobjede            | День Победы                                                                             | Kraj II. svjetskog rata u Europi nakon kapitulacije nacista u Njemačkoj 1945.                |
| 7. listopada | Dan sovjetskoga Ustava | День Конституции СССР                                                                   | Donesen Ustav SSSR-a 1977.                                                                   |
| 7. studenoga | Oktobarska revolucija  | Седьмое Ноября                                                                          | Oktobarska revolucija 1917.                                                                  |

## Vanjske poveznice
- Mitologija svakodnevnoga života u Rusiji  Arhivirana inačica izvorne stranice od 17. svibnja 2013. (Wayback Machine), Svetlana Boym, Kolo, Broj 3, jesen 2006.